# Tỉ lệ nghịch

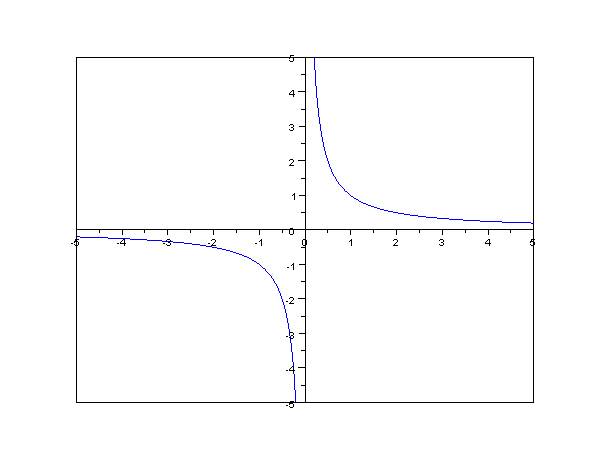
Hai đại lượng x,y tỉ lệ nghịch, được biểu diễn qua đồ thị hàm số

Tỉ lệ nghịch là mối tương quan giữa hai đại lượng, mà nếu tăng đại lượng này bao nhiêu lần thì đại lượng kia giảm bấy nhiêu lần. Nói khác đi là: Nếu "a" là đại lượng thứ nhất, thì đại lượng tỉ lệ nghịch với "a" là "nghịch đảo - có hệ số - của a" ({\displaystyle {\frac {k}{a}}}), và "k" là một hằng số dương bất kì. Có công thức: {\displaystyle y={\frac {k}{x}}}
Trong toán học thì đồ thị biểu diễn mối tương quan "tỉ lệ nghịch" giữa hai đại lượng là hai cánh cung nằm ở hai góc vuông I và III của hệ quy chiếu Ox, Oy. Hai cánh cung này được gọi là đường cong hyperbol.

## Định nghĩa
Hai đại lượng tỉ lệ nghịch x và y liên hệ với nhau bởi công thức {\displaystyle y={\frac {a}{x}}} hay {\displaystyle xy=a} (với a là một số khác 0) thì ta nói y tỉ lệ nghịch với x theo hệ số tỉ lệ a.

## Tính chất
Nếu hai đại lượng x và y tỉ lệ nghịch với nhau thì :
- Tích hai giá trị tương ứng của chúng luôn không đổi; còn gọi là hệ số tỉ lệ a.
- Tỉ số hai giá trị bất kỳ của đại lượng này bằng nghịch đảo tỉ số hai giá trị tương ứng của đại lượng kia: nếu {\displaystyle x_{1}y_{1}=x_{2}y_{2}} thì {\displaystyle {\frac {x_{1}}{x_{2}}}={\frac {y_{2}}{y_{1}}}}.